# Dobruška (stacja kolejowa)
Dobruška (czeski: Železniční stanice Dobruška) – stacja kolejowa w miejscowości Dobruška, w kraju hradeckim, w Czechach. Jest ważnym węzłem kolejowym o znaczeniu regionalnym. Znajduje się na wysokości 285 m n.p.m.
Jest obsługiwana i zarządzana przez České dráhy. Na stacji nie ma możliwości zakupu biletów, a obsługa podróżnych odbywa się w pociągu.

## Linie kolejowe
- 028 Opočno pod Orlickými horami - Dobruška